# People Are Good
«People Are Good» (en español, [la] Gente es buena) es el sexagésimo segundo disco sencillo del grupo inglés de música electrónica Depeche Mode, el séptimo de su álbum Memento Mori, dado a conocer en abril de 2024 solo mediante plataformas digitales y solo en remezclas.
Es el último sencillo del álbum, del cual inusualmente se publicaron más de la mitad de los temas que lo componen como promocionales.

## Descripción
Es un tema reminiscente del sonido industrial de la época temprana de DM, sin ser abiertamente de esa tendencia, en realidad más cercano al dark wave, con una letra sobre el ideal sobre la gente y cómo es realmente.
Es una velada y curiosa crítica social, basada en un sonido que pasa de lo minimalista a lo cadencioso y lo plenamente electro, que llega a un sonido dramático por el contexto que desarrolla acerca de una sociedad pervertida que no solo no mejora, si no que empeora.
Es también un canto de esperanza por la gente que mejorará, siempre basado en la mentalidad cándida, pero con convencimiento de que hay gente mejor que puede esperar a que los demás también mejoren, mientras discurre con una melodía dramática y oscura que oscila entre esa forma evolucionada de industrial y un electro trágico.

## Formatos

### Digital
| Columbia People Are Good [Remixes] |                                                                  |          |  |
| N.º                                | Título                                                           | Duración |  |
| 1.                                 | «People Are Good» (AC Fool Mix)                                  | 6:45     |  |
| 2.                                 | «People Are Good» (Ludwig A.F. Heaven Help Us Mix)               | 3:43     |  |
| 3.                                 | «People Are Good» (Depeche Mode v SIGNL - The Good People's Mix) | 6:52     |  |
| 4.                                 | «People Are Good» (Obskür Remix)                                 | 4:13     |  |
| 5.                                 | «People Are Good» (Indira Pagamo Twilight Remix)                 | 8:57     |  |

### En disco de vinilo
12 pulgadas Columbia  Before We Drown / People Are Good Remixes
| Lado A |                                            |          |  |
| N.º    | Título                                     | Duración |  |
| 1.     | «Before We Drown» (Chris Avantgarde Remix) | 5:02     |  |
| 2.     | «Before We Drown» (AC Wet Mix)             | 5:03     |  |

| Lado AA |                                                |          |  |
| N.º     | Título                                         | Duración |  |
| 1.      | «People Are Good» (Indira Paganotto Psy Remix) | 9:36     |  |
| 2.      | «People Are Good» (AC Fool Mix)                | 6:55     |  |

Edición especial como parte de la colección en 12 pulgadas de los sencillos de Memento Mori.

## Vídeo promocional
El video de "People Are Good" fue dado a conocer solo cinco días antes de concluir la gira Memento Mori World Tour, dirigido por Rich Hall y con dirección artística de Anton Corbijn, el cual, totalmente en blanco y negro, muestra imágenes de gente poniéndose violenta hasta que parecen llegar a la calma, haciendo la analogía sobre la letra de que trata, acerca de confiar en la bondad de la gente.